# Donax striatus
El chipi chipi o coquina rayada (Donax striatus) es una especie de almeja marina comestible, de la familia Donacidae, que se encuentra en las playas del mar Caribe.

## Hábitat
Habitan en la zona intermareal y del barrido del oleaje de las playas arenosas, en ambientes ricos en  materia orgánica particulada.

## Descripción
Tamaño variable, por lo general no superior a 35 mm de longitud. Su crecimiento se estabiliza cuando alcanza 15,48 mm y no abundan los ejemplares con más de 20 mm, habiéndose registrado ejemplares de 30,7 mm.
Colores variables, blanco, amarillo, rosado, anaranjado o marrón y tonos en el pico púrpuras, azulados, grises o verdes claros. A menudo hay zonas concéntricas de diferentes tonos de color.
Concha típicamente triangular con líneas concéntricas anchas y estrías radiales. Punteada por el lado anterior, con arqueado medio ventral y truncada bruscamente en la parte posterior. Pendiente posterior ancha y plana o ligeramente convexa. Margen ventral ondulada. Pendiente posterior con numerosos hilos radiales minutos. Formas variables más redondeadas en la parte anterior y en la parte posterior menos truncadas y bien convexas.

## Aprovechamiento
Es recolectada artesanalmente y consumida localmente. Generalmente se captura con la mano, con palas o rastrillos. Se come fresca o cocida con arroz o en sopas.